# Ein Vogel auf dem Drahtseil
Ein Vogel auf dem Drahtseil (Originaltitel: Bird on a Wire) ist eine US-amerikanische Actionkomödie aus dem Jahr 1990 von John Badham mit Mel Gibson und Goldie Hawn in den Hauptrollen.

## Handlung
Marianne Graves ist eine erfolgreiche New Yorker Anwältin und glücklich mit ihrem Freund Paul zusammen. Als sie geschäftlich nach Detroit muss, macht sie vor Ort einen Halt an der Tankstelle von Marvin Larson. Dabei glaubt sie, in dessen Angestellten Billy Ray Bowers ihren ehemaligen Lebenspartner Rick Jarmin wiedererkannt zu haben, der vor 15 Jahren bei einem Flugzeugabsturz umkam. Billy Ray verneint dies – obwohl es sich bei ihm tatsächlich um den totgeglaubten Rick handelt.
Zur gleichen Zeit wird der Gangster Eugene Sorensen aus dem Gefängnis entlassen und von seinem Boss und Partner Albert Diggs abgeholt. Nach einem Treffen mit kolumbianischen Drogendealern winkt beiden ein millionenschwerer Deal mit den Südamerikanern. Dafür muss allerdings zunächst Jarmin beseitigt werden.
Es stellt sich heraus, dass Jarmin unter dem Schutz eines Zeugenschutzprogramms der Regierung steht. Nach dem Zusammentreffen mit Marianne fühlt er sich aufgeschreckt und bittet das FBI um eine neue Identität und einen anderen Standort. Rick stellt dabei fest, dass sein alter Sachbearbeiter und Vertrauter Lou Baird inzwischen pensioniert und durch den undurchsichtigen Joe Weyburn ersetzt wurde. Nach anfänglichem Zögern vertraut sich Rick diesem aber an und gibt seinen Namen und Standort preis. Was er aber nicht ahnt: Weyburn arbeitet unerkannt mit Sorenson und Diggs zusammen, gibt Jarmins Aufenthalt an diese weiter und löscht seine Akte.
Als die Gangster am Abend Rick in der Tankstelle umbringen wollen, ist zufällig auch Marianne in der Nähe, welche noch immer Zweifel hat. Durch ihr Zutun kann Jarmin entkommen und gesteht ihr, Rick zu sein. Bei der Aktion wird sowohl Marvin getötet als auch die Tankstelle zerstört. Sorenson und Diggs legen dabei eine Finte, die Rick als Mörder von Marvin hinstellt.
Da Weyburn auf nahezu alle Computersysteme zugreifen kann, ist er in der Lage, Rick und Marianne schnell in deren Hotel aufzustöbern. Nachdem das einstige Paar einem dortigen Hinterhalt sowie einer polizeilichen Festnahme wegen Mordes an Marvin entgehen konnte, bleibt Rick nur noch eine Chance, um sowohl seine als auch Mariannes Sicherheit wieder zu garantieren: er muss Lou ausfindig machen.
Auf dem Weg nach Racine in Wisconsin, wo er einst untergetaucht ist, berichtet Rick Marianne von der ganzen Geschichte: vor 15 Jahren war er mit seinem gemeinsamen Freund Jamie (Bruder von Marianne Graves) bei einem kleinen Drogendelikt Sorenson und Diggs in die Hände gefallen. Beide waren damals korrupte Beamte der Drogenfahndung und zwangen sie mit der noch im Raum stehenden Anklage zu einem Drogentransport per Flugzeug aus Mexiko. Bei der Ankunft kam es zu einer Schießerei mit der Polizei, welche die Fahnder bereits überwacht hatten. Diggs konnte fliehen, während Sorenson bei einem Handgemenge Jamie erschoss und festgenommen wurde. Rick kam straffrei davon, musste dafür aber als Kronzeuge gegen Sorenson aussagen und untertauchen.
In Racine, wo Rick früher eine Identität als schwuler Friseur haben musste, hofft er sein altes Notizbuch wiederzufinden, in welchem Kontaktinformationen zu Lou stehen. Da er bei seinem damaligen Boss Raun noch in der Kreide steht, muss er das Buch auslösen. Bei der Banktransaktion geraten sie durch Weyburns elektronische Manipulation ins Visier der Polizei. Es kommt zu einer Verfolgungsjagd durch die Stadt, wobei Rick und Marianne auf einem Motorrad entkommen und zudem das Buch an sich bringen können.
Rick findet endlich heraus, wo Lou steckt: bei dessen Schwester Molly in St. Louis. Da ihn seit der Tankstellen-Schießerei eine Schusswunde quält, müssen die beiden zwecks ärztlicher Behandlung bei der Veterinärin Rachel Zwischenstation machen. Rick hat auch einst hier gelebt und ein Verhältnis mit Rachel gehabt, weshalb Marianne – die Rick immer noch liebt – vor Eifersucht schäumt. Bevor die Situation eskaliert, kommt es zu einem erneuten Attentatsversuch, dem das Paar in einem Flugzeug entgeht.
Nach etlichen Querelen, die zur gegenseitigen Annäherung führen, gelangen Rick und Marianne schließlich zu Lou. Der hat inzwischen eine kleine Stelle im städtischen Zoo, leidet jedoch unter Erinnerungslücken und erkennt Rick kaum noch wieder. Zu allem Überfluss hat Marianne Paul über ihr Schicksal unterrichtet, der dies ahnungslos an Weyburn weitergegeben hat, wodurch die alarmierten Gangster ebenfalls Lous Haus erreichen. Dieser erinnert sich im letzten Moment doch noch an Rick und gibt ihm den Tipp, im Zoo, wo er auch damals gearbeitet hat, unterzutauchen.
Rick und Marianne locken Sorenson und Co. auf das Gelände und versuchen sie mit Betäubungswaffen auszuschalten. In einer von Alligatoren, Piranhas, Löwen und Tigern bevölkerten tropischen Showanlage kommt es schließlich zum Showdown, bei dem Diggs und Weyburn den wilden Tieren zum Opfer fallen. Sorenson liefert sich mit Rick einen Zweikampf auf einer Hängebrücke und stirbt schließlich nach einem Stromschlag.
Rick und Marianne sind wiedervereint und reisen am Ende auf einer Segelyacht (Mister Wiggly) einem gemeinsamen Leben entgegen.

## Soundtracks
- Bird on a Wire, written by Leonard Cohen, produced by David A. Stewart, performed by The Neville Brothers
- Blowin’ in the Wind, written and performed by Bob Dylan
- Ramblin’ Man, written by Dickey Betts (as Forrest R. Betts), performed by The Allman Brothers Band
- Get Your Face Off My Gas, written and performed by Luis Jardim
- Fantan Fandango, written and performed by Luis Jardim
- Chart Buster, written and performed by Steve Jeffries

## Kritiken
Roger Ebert kritisierte in der Chicago Sun-Times vom 18. Mai 1990 die Charaktere des Films als „unglaubwürdig“.

„Perfekt inszenierte Action-Komödie, die innerhalb des sattsam vertrauten Genres immer wieder kleine Überraschungen zu bieten hat und auf spielerische Weise darlegt, daß nicht nur die Frau im rauhen Leben ‚ihren Mann‘ zu stehen hat, sondern sich auch der Mann dem Leben stellen muß.“

## Trivia
- Der Titel des Films ist an den Song Bird on the Wire von Leonard Cohen angelehnt. In der Coverversion der Neville Brothers bildet er das Hauptthema des Soundtracks.
- Als Sorenson aus dem Gefängnis entlassen wird, trägt er schmutzige Leinensachen ohne Unterhemd, hat lange Haare und keine Schuhe. Dies ist eine Reminiszenz an David Carradines Rolle als Kwai Chang Caine in der Fernsehserie Kung Fu, welche ihn berühmt machte. Im Hintergrund ist dabei Age of Aquarius aus dem Hippie-Musical Hair zuhören, welches sowohl zu seinem Äußeren passt als auch zur Zeit, als Kung Fu populär war.
- Im Gegensatz zu den meisten Filmen wird Mel Gibson hier statt von Elmar Wepper von Joachim Tennstedt synchronisiert, der Gibson später auch in Maverick – Den Colt am Gürtel, ein As im Ärmel und Kopfgeld – Einer wird bezahlen seine Stimme lieh.
- Joan Severance und Mel Gibson standen bereits in Lethal Weapon – Zwei stahlharte Profis gemeinsam vor der Kamera.
- Gemäß dem Computer von Weyburn waren Rick Jarmins Aliaspersönlichkeiten:
  - Gordon Connover, Atlantic City, New Jersey, Eskortservice
  - David Putnam, Hollywood, Kalifornien, Angestellter bei Columbia Pictures
  - Nelson Poole, Cambridge, Massachusetts, Verkäufer
  - Jean De Forett, Presque Island, Maine, Holzfäller
  - Harding Bennett, Cleveland, Ohio, Verkäufer in Fotoladen
  - Monte Archer, Miami, Florida, Verkäufer in Bikinishop
  - Matthew Carlson, Racine, Wisconsin, Friseur
  - Jodie Turnbull, Loyal, Wisconsin, Arbeiter auf Tierarztfarm
  - Harvey Lightner, Weiteres nicht bekannt
  - Angestellter im Zoo St. Louis, Name nicht bekannt
  - Billy Ray Bowers, Detroit, Michigan, Automonteur